# Jagdgeschwader 144
A Jagdgeschwader 144 foi uma asa de caças da Luftwaffe, durante a Alemanha Nazi. Foi formada no dia 1 de novembro de 1938 em Gablingen a partir do III./JG 334. No dia 1 de janeiro de 1939 a unidade foi extinta para formar o I./ZG 144.